# 28 października
28 października jest 301. (w latach przestępnych 302.) dniem w kalendarzu gregoriańskim. Do końca roku pozostaje 64 dni.

## Święta
- Imieniny obchodzą: Anastazja, Cyryl, Cyryla, Domabor, Faro, Fidelis, Honorat, Juda Tadeusz, Ksymena, Sabina, Szymon, Tadeusz, Wielimir, Wincenty i Wszeciech.
- Cypr, Grecja – Dzień Ochi (święto państwowe, upamiętniające odrzucenie przez greckiego premiera Ioannisa Metaxasa ultimatum Mussoliniego, w którym żądał on zgody na wkroczenie do Grecji wojsk włoskich w 1940 roku)
- Czechy – rocznica ogłoszenia niepodległości przez Czechosłowację w 1918 roku
- Wspomnienia i święta w Kościele katolickim[1][2] obchodzą:
  - św. Abraham z Efezu
  - św. Fidelis z Como
  - św. Roderyk Aguilar Alemán (poeta i męczennik)
  - św. Salwiusz (biskup Amiens)
  - święci Szymon i Juda Tadeusz, apostołowie

## Wydarzenia w Polsce
- 1409 – Wielka wojna z zakonem krzyżackim: wielki mistrz Ulrich von Jungingen nadał w Bobrownikach przywilej prawa chełmińskiego dla okupowanej ziemi dobrzyńskiej.
- 1423 – W Warcie Sejm uchwalił Statut warcki, zatwierdzony następnie przez króla Władysława II Jagiełłę.
- 1474 – Połączone armie polska Kazimierza IV Jagiellończyka i czeska Władysława II Jagiellończyka rozpoczęły nieudane oblężenie Wrocławia wiernego królowi Czech i Węgier Maciejowi Korwinowi, z którym Jagiellonowie rywalizowali o koronę czeską.
- 1568 – Pożar zniszczył doszczętnie zabudowę Mrągowa.
- 1611 – Król Zygmunt III Waza podniósł do rangi uniwersytetu kolegium jezuickie w Poznaniu.
- 1791 – Sejm Czteroletni powołał Komisję Skarbową Rzeczypospolitej Obojga Narodów.
- 1844 – Rozpoczęto budowę Kanału Elbląskiego.
- 1861 – Otwarto dla żeglugi towarowej Kanał Elbląski.
- 1905 – Zawieszono bezterminowo działalność Uniwersytetu Warszawskiego.
- 1913 – W warszawskim Teatrze Nowości podczas spektaklu Targ na dziewczęta Lucyna Messal i Józef Redo po raz pierwszy w Polsce zatańczyli tango.
- 1918 – Powstała Polska Komisja Likwidacyjna mająca na celu zniesienie rządów austriackich w Małopolsce.
- 1919 – W warszawskiej katedrze św. Jana odbyła się uroczystość przyjęcia sakry biskupiej przez nuncjusza apostolskiego Achille Rattiego, późniejszego papieża Piusa XI.
- 1924 – W podziemiach warszawskiej katedry św. Jana pochowano sprowadzone ze Szwajcarii prochy zmarłego tam w 1916 roku Henryka Sienkiewicza.
- 1925:
  - Papież Pius XI bullą Vixdum Poloniae unitas powołał nowe metropolie i diecezje oraz nadal nowy kształt jednostkom już istniejącym.
  - Premiera niemego filmu kryminalnego Wampiry Warszawy. Tajemnica taksówki nr 1051 w reżyserii Wiktora Biegańskiego.
- 1928 – W Bielsku odsłonięto jedyny w międzywojennej Polsce pomnik Gabriela Narutowicza.
- 1939: 
  - W podtoruńskiej Barbarce Niemcy przeprowadzili pierwszą zbiorową egzekucję 130 polskich więźniów.
  - Zgromadzenie Narodowe Białorusi Zachodniej w Białymstoku wystąpiło wnioskiem do Rady Najwyższej ZSRR o przyłączenie części ziem polskich do Białoruskiej SRR.
- 1943 – Pod murami Synagogi Starej w Krakowie Niemcy rozstrzelali 30 Polaków.
- 1944 – Została stoczona nierozstrzygnięta bitwa pod Leszczawą Górną między kureniem UPA a oddziałem NKWD.
- 1945 – Oblatano prototyp samolotu LWD Szpak.
- 1950 – Przeprowadzono wymianę pieniędzy przy różnym przeliczniku dla cen i oszczędności, oraz wprowadzono zakaz posiadania złota, platyny i dewiz.
- 1956:
  - Do Warszawy powrócił zwolniony z internowania prymas Polski kardynał Stefan Wyszyński.
  - W Gdyni odbyło się zebranie założycielskie Zrzeszenia Kaszubskiego.
- 1960 – Premiera filmu psychologicznego Decyzja w reżyserii Juliana Dziedziny.
- 1975 – Krystian Zimerman został zwycięzcą IX. Międzynarodowego Konkursu Pianistycznego im. Fryderyka Chopina.
- 1989:
  - Na zakończenie wywiadu w telewizyjnym Dzienniku Komentarze aktorka Joanna Szczepkowska słowami: „Proszę Państwa, czwartego czerwca osiemdziesiątego dziewiątego roku skończył się w Polsce... komunizm.” symbolicznie zakończyła „erę komunizmu” w Polsce.
  - Założono Zjednoczenie Chrześcijańsko-Narodowe (ZChN).
- 1991 – Premiera komedii filmowej Dziecko szczęścia w reżyserii Sławomira Kryńskiego.
- 1999 – Himalaista Leszek Cichy został pierwszym Polakiem, który zdobył Koronę Ziemi.
- 2008 – Podczas prac budowlanych w Malborku odkryto pochodzący z czasów II wojny światowej masowy grób 2116 osób.
- 2009 – Zawarto kontrakt o wartości 4,1 mld zł. na budowę drugiej linii warszawskiego metra.
- 2014 – Otwarto wystawę główną Muzeum Historii Żydów Polskich w Warszawie.

## Wydarzenia na świecie

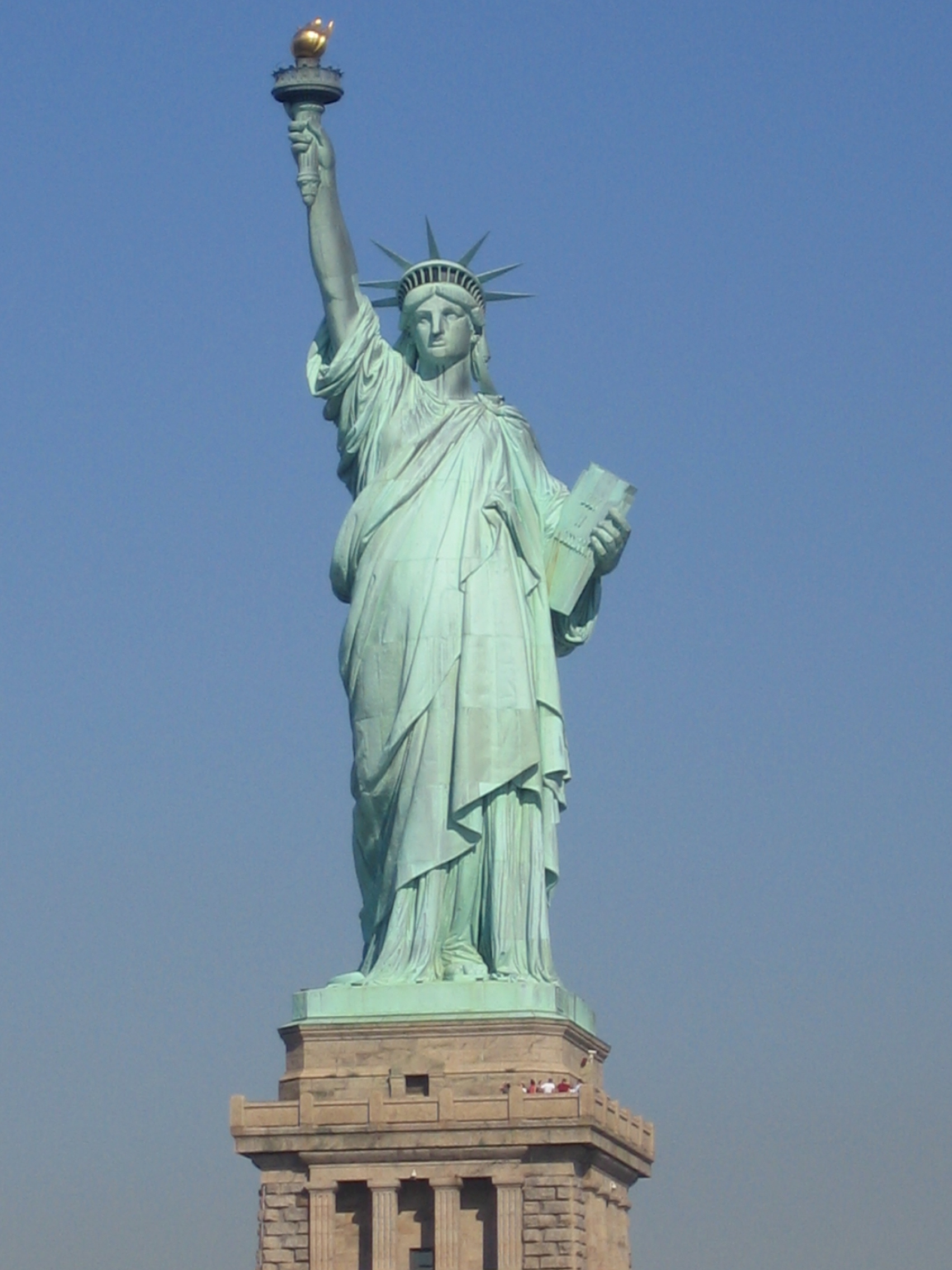
Statua Wolności w Nowym Jorku

- 306 – Maksencjusz został cesarzem rzymskim.
- 312 – Konstantyn I Wielki pokonał wojska Maksencjusza w bitwie przy moście Mulwijskim.
- 456 – Wizygoci pod wodzą króla Teoderyka I zdobyli i spalili Bragę, stolicę Królestwa Swebów (dzisiejsza Portugalia).
- 969 – Wojska bizantyńskie odzyskały Antiochię.
- 1061 – Dokonano wyboru antypapieża Honoriusza II.
- 1237 – Umowna data założenia Berlina.
- 1453 – Władysław Pogrobowiec został koronowany na króla Czech.
- 1462 – Książę-elektor Rzeszy i arcybiskup Moguncji Adolf II z Nassau odbił miasto z rąk odwołanego przez papieża Piusa II poprzedniego arcybiskupa Teodoryka z Isenburga.
- 1492 – Krzysztof Kolumb odkrył Kubę.
- 1524 – V wojna włoska: wojska króla Francji Franciszka I Walezjusza rozpoczęły oblężenie Pawii.
- 1533 – Późniejszy król Francji Henryk II Walezjusz ożenił się w Marsylii z Katarzyną Medycejską.
- 1538 – W dzisiejszej stolicy Dominikany założono pierwszy uniwersytet na zachodniej półkuli – Universidad Autónoma de Santo Domingo.
- 1628 – Wojna hugenocka we Francji: kapitulacja hugenotów przed armią królewską w twierdzy La Rochelle.
- 1707 – Ponad 5 tys. osób zginęło w trzęsieniu ziemi i wywołanym nim tsunami z epicentrum u południowo-wschodniego wybrzeża Japonii. Trzęsienie wywołało ostatnią dotychczas erupcję wulkanu Fudżi.
- 1746 – Około 18 tys. osób zginęło w Limie w wyniku podmorskiego trzęsienia ziemi o sile 8,4 stopnia. Pobliskie miasto portowe Callao zostało zniszczone przez tsunami.
- 1748 – Austria przystąpiła do francusko-brytyjskiego układu pokojowego z Akwizgranu z 18 października, kończącego wojnę o sukcesję austriacką.
- 1776 – Wojna o niepodległość USA: zwycięstwo wojsk brytyjskich w bitwie pod White Plains.
- 1798 – Na Gozo w archipelagu Wysp Maltańskich obalono francuskie władze okupacyjne i proklamowano niepodległe państwo.
- 1803 – Car Aleksander I wydał ukaz w o uznaniu Levetta Harrisa za konsula amerykańskiego w Petersburgu, co zarazem oznaczało uznanie Stanów Zjednoczonych przez Rosję.
- 1805 – Do Gibraltaru dotarł poważnie uszkodzony okręt HMS „Victory” wraz z ciałem poległego 21 października w czasie bitwy pod Trafalgarem admirała Horatio Nelsona.
- 1810 – Podczas antyhiszpańskiego powstania w Meksyku powstańcy zdobyli zamek Granaditas.
- 1811 – Wojna na Półwyspie Iberyjskim: zwycięstwo wojsk brytyjskich nad francuskimi w bitwie pod Arroyo dos Molinos.
- 1813 – 16-letni Franz Schubert zakończył pracę nad swoją I Symfonią D-dur.
- 1848 – Otwarto pierwszą linię kolejową w Hiszpanii (Barcelona-Mataró).
- 1854 – Francuski astronom Jean Chacornac odkrył planetoidę (33) Polyhymnia.
- 1856 – Otwarto pierwszą linię kolejową w Portugalii (Lizbona-Carregado).
- 1858 – Friedrich von Beust został premierem Saksonii.
- 1883 – Założono belgijskie ugrupowanie artystyczne „Les XX” („Dwudziestu”).
- 1886 – Prezydent USA Grover Cleveland oficjalnie odsłonił Statuę Wolności w Nowym Jorku.
- 1891 – W wyniku trzęsienia ziemi w japońskich prowincjach Mino i Owari zginęło ponad 7 tys. osób.
- 1900:
  - W Paryżu zakończyły się II Letnie Igrzyska Olimpijskie.
  - Założono klub piłkarski RCD Espanyol Barcelona.
- 1908:
  - W Niemczech wybuchła afera polityczna wywołana wywiadem cesarza Wilhelma II dla brytyjskiego dziennika „Daily Telegraph”.
  - Założono szwedzki klub piłkarski Örebro SK.
- 1909 – Carl Theodor Zahle został premierem Danii.
- 1912 – I wojna bałkańska: wojska serbskie i czarnogórskie rozpoczęły oblężenie Szkodry.
- 1913 – Uruchomiono komunikację tramwajową w Winnicy na Ukrainie.
- 1914 – I wojna światowa: niemiecki lekki krążownik SMS „Emden” wtargnął do portu na wyspie Penang leżącej w Cieśninie Malakka i zatopił dwa okręty wojenne ententy.
- 1918 – Czechosłowacja uzyskała niepodległość (od Austro-Węgier).
- 1919 – Kongres Stanów Zjednoczonych przyjął ustawę o prohibicji.
- 1920 – Podpisano protokół besarabski.
- 1922 – Narodowa Partia Faszystowska Benito Mussoliniego przejęła w wyniku tzw. Marszu na Rzym władzę we Włoszech.
- 1925 – Po raz pierwszy zabrzmiał Dzwon Świętego Piotra zawieszony w południowej wieży katedry kolońskiej.
- 1926 – Papież Pius XI wyświęcił pierwszych sześciu chińskich biskupów.
- 1928 – Rozpoczęło nadawanie słoweńskie Radio Lubljana.
- 1929 – Założono klub piłkarski Łokomotiw Sofia.
- 1930 – Oddano do użytku Nowy Ratusz w Ostrawie.
- 1936 – Dokonano oblotu niemieckiego bombowca Dornier Do 19.
- 1937 – Niemiecki astronom Karl Wilhelm Reinmuth odkrył potencjalnie zagrażającą Ziemi planetoidę podwójną Hermes.
- 1938 – 73 osoby zginęły w pożarze domu handlowego Nouvelles Galeries w Marsylii.
- 1940:
  - U wybrzeży Irlandii zatonął po niemieckim ataku torpedowym brytyjski liniowiec pasażerski RMS „Empress of Britain”.
  - Wybuchła wojna włosko-grecka.
- 1941 – Premiera amerykańskiego dramatu filmowego Zielona dolina w reżyserii Johna Forda.
- 1942:
  - Front wschodni: wojska niemieckie zajęły Nalczyk.
  - W Monachium odbyła się premiera opery Capriccio z muzyką Richarda Straussa i librettem Clemensa Kraussa oraz kompozytora.
- 1943:
  - Amerykańska Marynarka Wojenna rzekomo przeprowadziła tajny eksperyment „Filadelfia”.
  - Bitwa o Atlantyk: niemiecki U-Boot U-220 został zatopiony wraz z całą, 54-osobową załogą przez amerykańskie samoloty.
- 1944:
  - Otwarto Stadion Municipal de Riazor w hiszpańskiej La Coruñi.
  - Upadło słowackie powstanie narodowe.
- 1947 – Na mocy pokoju paryskiego należący dotąd do Włoch archipelag Dodekanez został przekazany Grecji.
- 1948:
  - Ustanowiono flagę Izraela.
  - Zakończył się proces wyższego dowództwa (oficj. proces USA vs. Wilhelm von Leeb i inni) – ostatni z 12 procesów norymberskich, przeprowadzonych przed Amerykańskimi Trybunałami Wojskowymi po zakończeniu głównego procesu zbrodniarzy wojennych przed Międzynarodowym Trybunałem Wojskowym w Norymberdze.
- 1949:
  - Georges Bidault został po raz drugi premiera Francji.
  - Lecący z Paryża do Nowego Jorku, należący do Air France Lockheed L-749 Constellation, rozbił się o górę na wyspie São Miguel podczas podchodzenia do międzylądowania na sąsiedniej wyspie Santa Maria w archipelagu Azorów, w wyniku czego zginęło wszystkich 48 osób na pokładzie.
- 1952 – Dokonano oblotu amerykańskiego bombowca Douglas A-3 Skywarrior.
- 1954:
  - Amerykański pisarz Ernest Hemingway został ogłoszony laureatem Literackiej Nagrody Nobla.
  - W katastrofie lecącego z Irkucka do Krasnojarska należącego do Aerofłotu Iła-12 zginęło wszystkich 19 osób na pokładzie.
- 1956:
  - Kryzys sueski: izraelskie myśliwce Gloster Meteor zestrzeliły lecący z Damaszku do Kairu samolot transportowy Ił-14, na pokładzie którego znajdowało się 16 wysokich rangą oficerów egipskiej armii.
  - Telewizja Hiszpańska rozpoczęła regularne nadawanie programu.
- 1958 – Kardynał Angelo Giuseppe Roncalli został wybrany na papieża i przyjął imię Jan XXIII.
- 1960 – Pod zarzutem szpiegostwa na rzecz Czechosłowacji został aresztowany deputowany do Bundestagu z ramienia SPD Alfred Frenzel.
- 1962 – Kryzys kubański: Nikita Chruszczow ogłosił zamiar wycofania radzieckich wyrzutni rakietowych z Kuby.
- 1965:
  - Podczas II soboru watykańskiego wydano deklarację o stosunku Kościoła do religii niechrześcijańskich Nostra aetate.
  - W amerykańskim Saint Louis zakończono budowę ponad 200-metrowego łuku stalowego Brama na Zachód.
- 1968 – Uchwalono przekształcenie z dniem 1 stycznia 1969 roku Czechosłowacji w republikę federacyjną.
- 1969 – Blok Pracy wygrał wybory do izraelskiego Knesetu.
- 1970:
  - Premiera francuskiej komedii filmowej Żandarm na emeryturze w reżyserii Jeana Girault.
  - Wasfi at-Tall został po raz trzeci premierem Jordanii.
- 1971 – Z Australii została wystrzelona po raz czwarty brytyjska rakieta nośna typu Black Arrow, która po raz pierwszy wyniosła na orbitę sztucznego satelitę, po czym program brytyjskich lotów kosmicznych został zakończony.
- 1972 – Dokonano oblotu Airbusa A300.
- 1974:
  - Polscy siatkarze zajęli pierwsze miejsce na zakończonych w Meksyku VIII Mistrzostwach Świata.
  - Wystrzelono radziecką sondę księżycową Łuna 23.
- 1977 – Ukazał się album News of the World brytyjskiej grupy Queen.
- 1981 – James Hetfield i Lars Ulrich założyli zespół Metallica.
- 1982 – Socjaliści wygrali wybory parlamentarne w Hiszpanii.
- 1983 – USA zawetowały rezolucję Rady Bezpieczeństwa ONZ potępiającą amerykańską interwencję zbrojną na Grenadzie.
- 1985:
  - Daniel Ortega został wybrany na urząd prezydenta Nikaragui.
  - Założono Uniwersytet Brunei Darussalam.
- 1995:
  - 289 osób zginęło, a 265 zostało rannych w wyniku pożaru w metrze w Baku.
  - António Guterres został premierem Portugalii.
- 1998:
  - Prezydent Bill Clinton podpisał Digital Millenium Copyright Act.
  - Samolot linii Air China został uprowadzony przez pilota Yuan Bina na Tajwan. Porywacza aresztowano.
- 2007 – Cristina Fernández de Kirchner wygrała w pierwszej turze wybory prezydenckie w Argentynie.
- 2009:
  - 137 osób zginęło, a 213 zostało rannych w wyniku zamachu bombowego w pakistańskim Peszawarze.
  - NASA rozpoczęła testy rakiety Ares I w ramach programu „Constellation”.
  - Urzędujący prezydent Mozambiku Armando Guebuza został wybrany na II kadencję.
- 2012 – Partia Regionów wygrała wybory parlamentarne na Ukrainie.
- 2013:
  - 5 osób zginęło, a 38 zostało rannych w wybuchu samochodu na placu Tian’anmen w Pekinie.
  - Lekarz Conrad Murray, skazany za nieumyślne spowodowanie śmierci Michaela Jacksona, został przedterminowo zwolniony z więzienia w Los Angeles.
  - W stoczni Bath Iron Works w Bath w stanie Maine zwodowano pierwszy niszczyciel typu Zumwalt, wykonany w technologii stealth i przystosowany do ataków na cele naziemne.
- 2014 – Po śmierci prezydenta Zambii Michaela Saty tymczasowym prezydentem (pierwszym białoskórym) został wiceprezydent Guy Scott.
- 2021 – Facebook, Inc., firma macierzysta Facebooka, Instagrama i WhatsApp, zmieniła nazwę na Meta, Inc.
- 2022 – Sam Matekane został premierem Lesotho.
- 2023 – 46 górników zginęło, a 18 odniosło obrażenia w wyniku wybuchu metanu w kopalni węgla kamiennego w Karagandzie (Kazachstan).

## Urodzili się
- 1017 – Henryk III Salicki, książę Szwabii, król Włoch, cesarz rzymsko-niemiecki (zm. 1056)
- 1200 – Ludwik IV Święty, landgraf Turyngii (zm. 1227)
- 1435 – Andrea della Robbia, włoski rzeźbiarz (zm. 1525)
- 1466 – (lub 1467) Erazm z Rotterdamu, holenderski duchowny katolicki, teolog, filolog, filozof, pedagog (zm. 1536)
- 1510 – Franciszek Borgiasz, hiszpański jezuita, generał zakonu, święty (zm. 1572)
- 1536 – Felix Platter, szwajcarski lekarz, pisarz (zm. 1614)
- 1550 – Stanisław Kostka, polski jezuita, jeden z katolickich patronów Polski, święty (zm. 1568)
- 1552 – Szymon de Rojas, hiszpański trynitarz, święty (zm. 1624)
- 1585 – Cornelius Jansen, niderlandzki teolog (zm. 1638)
- 1599 – Maria Guyart-Martin, francuska urszulanka, misjonarka, święta (zm. 1672)
- 1610 – Jakub Kettler, książę Kurlandii i Semigalii (zm. 1682)
- 1619 – Ferdinando Tacca, włoski rzeźbiarz (zm. 1686)
- 1644 – Franz Ferdinand Freiherr von Rummel, austriacki duchowny katolicki, książę biskup Wiednia (zm. 1716)
- 1667 – Maria Anna von Pfalz-Neuburg, królowa Hiszpanii (zm. 1740)
- 1670 – Jacob Sigisbert Adam, francuski rzeźbiarz (zm. 1747)
- 1672 – Imre Csáky, węgierski kardynał (zm. 1732)
- 1686 – Paul Alphéran de Bussan, francuski duchowny katolicki, biskup Malty (zm. 1757)
- 1690 – Peter Tordenskjold, norweski arystokrata, oficer marynarki wojennej (zm. 1720)
- 1692 – Józef Ferdynand Wittelsbach, książę Asturii (zm. 1699)
- 1693 – Šimon Brixi, czeski kompozytor (zm. 1735)
- 1696 – Maurycy Saski, saski dowódca wojskowy, marszałek Francji, książę Kurlandii i Semigalii, namiestnik Niderlandów (zm. 1750)
- 1703:
  - Antoine Deparcieux, francuski matematyk (zm. 1768)
  - Johann Gottlieb Graun, niemiecki kompozytor (zm. 1771)
- 1720 – Jacopo Guarana, włoski malarz (zm. 1808)
- 1738 – Ludwik Szymon Gutakowski, polski polityk, prezes Senatu Księstwa Warszawskiego (zm. 1811)
- 1744 – William Hodges, brytyjski malarz, grafik (zm. 1797)
- 1751 – Dmytro Bortnianski, ukraińsko-rosyjski kompozytor (zm. 1825)
- 1754 – John Laurens, amerykański podpułkownik, polityk (zm. 1782)
- 1755 – Jacques-Julien Houtou de La Billardière, francuski botanik (zm. 1834)
- 1758 – John Sibthorp, brytyjski botanik (zm. 1796)
- 1759 – Andriej Woronichin, rosyjski malarz, architekt (zm. 1814)
- 1761 – August Batsch, niemiecki lekarz, botanik (zm. 1802)
- 1767:
  - Adam Chalupka, słowacki duchowny ewangelicki, pisarz religijny (zm. 1840)
  - Maria Zofia z Hesji-Kassel, królowa Danii i Norwegii (zm. 1852)
- 1768 – Johannes Daniel Falk, niemiecki teolog luterański, pisarz, filantrop (zm. 1826)
- 1769 – Simón Rodríguez, wenezuelski filozof, pedagog, pisarz (zm. 1854)
- 1773 – Konstanty Adam Czartoryski, polski książę, wojskowy (zm. 1860)
- 1780:
  - Ernst Anschütz, niemiecki kompozytor, organista, poeta (zm. 1861)
  - Frances Dorothy Cartwright, brytyjska pisarka, poetka (zm. 1863)
- 1784 – José Tadeo Monagas, wenezuelski polityk, prezydent Wenezueli (zm. 1868)
- 1791 – Ján Chalupka, słowacki duchowny ewangelicki, dramaturg (zm. 1871)
- 1793:
  - Józef Tadeusz Borzęcki, polski pułkownik, uczestnik powstania listopadowego (zm. 1875)
  - Simonas Daukantas, litewski pisarz, etnograf, historyk (zm. 1864)
  - Eliphalet Remington, amerykański producent broni (zm. 1861)
- 1794 – Robert Liston, szkocki chirurg (zm. 1847)
- 1798 – Henri Bertini, francuski pianista, kompozytor (zm. 1876)
- 1803:
  - Eliza Radziwiłłówna, polsko-niemiecka arystokratka (zm. 1834)
  - Caroline Unger, węgierska śpiewaczka operowa (kontralt) (zm. 1877)
- 1804:
  - Arseniusz (Stojković), serbski biskup prawosławny (zm. 1892)
  - Pierre François Verhulst, belgijski matematyk, wykładowca akademicki (zm. 1849)
- 1805 – Antonio Saverio De Luca, włoski duchowny katolicki, biskup Aversy i Palestriny, nuncjusz apostolski, kardynał (zm. 1883)
- 1806 – Alphonse Pyrame de Candolle, szwajcarski botanik (zm. 1893)
- 1808 – Horace Smith, amerykański wynalazca, konstruktor broni strzeleckiej (zm. 1893)
- 1810 – Józef Szlifirski, polski poczmistrz, urzędnik, burmistrz Tomaszowa Mazowieckiego (zm. 1852)
- 1815 – Ľudovít Štúr, słowacki językoznawca, filozof, pisarz (zm. 1856)
- 1825 – Konstancja Bernaud, francuska wizytka (zm. 1903)
- 1826 – (lub 24 października) Jan Tadeusz Lubomirski, polski historyk, encyklopedysta, działacz społeczny (zm. 1908)
- 1828 – Jan Kanty Trzebiński, polski drukarz, wydawca (zm. 1899)
- 1830 – Jadwiga Sanguszko, polska szlachcianka (zm. 1918)
- 1836 – Homer Dodge Martin, amerykański malarz (zm. 1897)
- 1837 – Yoshinobu Tokugawa, japoński siogun (zm. 1913)
- 1838 – Fredrik Idestam, fiński inżynier górnictwa, przedsiębiorca (zm. 1916)
- 1839:
  - Aleksandra Czechówna, polska pamiętnikarka (zm. 1923)
  - Emanuel Mendel, niemiecki neurolog, psychiatra pochodzenia żydowskiego (zm. 1907)
  - Aleksander Regulski, polski drzeworytnik (zm. 1884)
- 1840 – Juan Bautista Gill, paragwajski polityk, prezydent Paragwaju (zm. 1877)
- 1842 – Louis-Henri Luçon, francuski duchowny katolicki, arcybiskup Reims, kardynał (zm. 1930)
- 1844 – John Kissig Cowen, amerykański polityk (zm. 1904)
- 1845 – Zygmunt Wróblewski, polski fizyk, wykładowca akademicki (zm. 1888)
- 1846:
  - Dymitr, patriarcha Serbskiego Kościoła Prawosławnego (zm. 1930)
  - Auguste Escoffier, francuski szef kuchni (zm. 1935)
  - Louis Emory McComas, amerykański prawnik, polityk, senator (zm. 1907)
- 1849:
  - Oskar Enqvist, rosyjski wiceadmirał pochodzenia szwedzko-fińskiego (zm. 1912)
  - George C. Hale, amerykański inżynier, wynalazca (zm. 1923)
- 1854:
  - Timofiej Fłorinski, rosyjski slawista, historyk, bizantynolog (zm. 1919)
  - Jean-Marie Guyau, francuski filozof, etyk, poeta (zm. 1888)
- 1855:
  - Piotr Ambrożewicz, polski lekarz wojskowy, ginekolog-położnik, balneolog (zm. 1923)
  - Wandalin Strzałecki, polski malarz (zm. 1917)
- 1856 – Anna Elizabeth Klumpke, amerykańska malarka (zm. 1942)
- 1858:
  - Teodoryk Balat, francuski franciszkanin, misjonarz, męczennik, święty (zm. 1900)
  - Henry Koplik, amerykański pediatra (zm. 1927)
- 1859 – Stanisław Nowak, polski pedagog, polityk, senator RP (zm. 1936)
- 1860:
  - Jigorō Kanō, japoński judoka, twórca judo (zm. 1938)
  - Hugo Preuß, niemiecki prawnik, polityk (zm. 1925)
- 1864 – Izabela Moszczeńska-Rzepecka, polska publicystka, działaczka społeczna (zm. 1941)
- 1867 – Hans Driesch, niemiecki filozof, biolog (zm. 1941)
- 1869 – Szymon Kossobudzki, polski chirurg, publicysta, poeta, działacz polonijny w Brazylii (zm. 1934)
- 1870 – Władysław Batthyány-Strattmann, węgierski książę, lekarz, błogosławiony (zm. 1931)
- 1873 – George C. Peery, amerykański prawnik, polityk (zm. 1952)
- 1877:
  - Tadeusz Jastrzębski, polski generał brygady, inżynier, komendant główny NSZ (zm. 1949)
  - Jadwiga Marcinowska, polska pisarka, poetka, działaczka ludowa, feministka (zm. 1943)
  - Narcyz Putz, polski duchowny katolicki, błogosławiony (zm. 1942)
- 1878 – Daniel Lowey, brytyjski przeciągacz liny (zm. 1951)
- 1879 – Conrado del Campo, hiszpański kompozytor, dyrygent, altowiolista, pedagog i krytyk muzyczny (zm. 1953)
- 1881 – Karol Niemira, polski duchowny katolicki, biskup pomocniczy piński (zm. 1965)
- 1884 – Fłaryjan Żdanowicz, białoruski aktor, reżyser teatralny (zm. 1937/1938)
- 1885 – Per Albin Hansson, szwedzki polityk, premier Szwecji (zm. 1946)
- 1886 – Osbert Guy Stanhope Crawford, brytyjski archeolog (zm. 1957)
- 1887 – Karol Popiel, polski polityk, poseł na Sejm RP, minister sprawiedliwości w rządzie na uchodźstwie (zm. 1977)
- 1888 – Kārlis Zāle, łotewski rzeźbiarz (zm. 1942)
- 1890 – Herminia Naglerowa, polska pisarka, publicystka (zm. 1957)
- 1891 – Giacomo Lercaro, włoski duchowny katolicki, arcybiskup Bolonii, kardynał (zm. 1976)
- 1892 – Pierre Frieden, luksemburski pisarz, polityk, premier Luksemburga (zm. 1959)
- 1893:
  - Feliks Burbon-Parmeński, książę luksemburski (zm. 1970)
  - Nicolae Caranfil, rumuński szermierz, polityk (zm. 1978)
  - Kazys Tallat-Kelpša, litewski generał (zm. 1968)
- 1894:
  - Karol Fryderyk Stellbrink, niemiecki duchowny luterański, męczennik (zm. 1943)
  - Ludwig Wrede, austriacki łyżwiarz figurowy (zm. 1965)
- 1895:
  - John Boles, amerykański aktor (zm. 1969)
  - Irena Grywińska-Adwentowicz, polska aktorka, reżyserka (zm. 1969)
  - Marian Ocetkiewicz, polski pułkownik piechoty (zm. 1941)
- 1896:
  - Howard Hanson, amerykański kompozytor, dyrygent, pedagog (zm. 1981)
  - Mychajło Johannsen, ukraiński poeta, prozaik, tłumacz pochodzenia szwedzkiego (zm. 1937)
- 1897:
  - Edith Head, amerykańska kostiumografka (zm. 1981)
  - Karol Maleczyński, polski historyk, mediewista (zm. 1968)
  - Arab Szamiłow, radziecki pisarz pochodzenia kurdyjskiego (zm. 1978)
- 1898:
  - František Běhounek, czeski pisarz, podróżnik, fizyk (zm. 1973)
  - Paraskeva Clark, kanadyjska malarka pochodzenia rosyjskiego (zm. 1986)
  - Jan (Razumow), rosyjski biskup prawosławny (zm. 1990)
- 1899:
  - Thomas Lieb, amerykański lekkoatleta, dyskobol (zm. 1962)
  - Bolesław Mościcki, polski major, komisarz Straży Granicznej (zm. 1976)
- 1900:
  - Kazimierz Dębicki, polski chirurg (zm. 1977)
  - Stanisław Skrzypczak, polski szeregowy (zm. 1920)
- 1901 – Stiepan Rubanow, radziecki generał pułkownik pilot (zm. 1961)
- 1902:
  - Walter Kock, niemiecki zbrodniarz wojenny (zm. 1949)
  - Elsa Lanchester, brytyjska aktorka (zm. 1986)
- 1903:
  - Abba Lerner, amerykański ekonomista, wykładowca akademicki pochodzenia żydowskiego (zm. 1982)
  - Evelyn Waugh, brytyjski pisarz (zm. 1966)
- 1904:
  - Edmund Czaplicki, polski wioślarz, hokeista, podporucznik rezerwy (zm. 1940)
  - Giulio Gaudini, włoski florecista, szablista (zm. 1948)
  - Tadeusz Nożyński, polski filozof, historyk, nauczyciel tajnego nauczania, poliglota, animator kultury, muzyk, satyryk, bibliotekarz, regionalista (zm. 2000)
  - Andrzej Turowicz, polski benedyktyn, matematyk, wykładowca akademicki (zm. 1989)
- 1905:
  - Włodzimierz Dworzaczek, polski historyk, heraldyk, genealog (zm. 1988)
  - Karolina Lubieńska, polska aktorka (zm. 1991)
- 1906 – Eugeniusz Waniek, polski malarz (zm. 2009)
- 1907:
  - Miguel Caló, argentyński muzyk, kompozytor (zm. 1972)
  - Thomas Hampson, brytyjski lekkoatleta, średniodystansowiec (zm. 1965)
- 1908:
  - Arturo Frondizi, argentyński prawnik, polityk, prezydent Argentyny (zm. 1995)
  - Louis Gobet, szwajcarski piłkarz (zm. 1995)
  - Eugeniusz Michalak, polski kolarz, łyżwiarz szybki (zm. 1988)
- 1909:
  - Francis Bacon, irlandzki malarz (zm. 1992)
  - Aleksandr Szokin, radziecki polityk (zm. 1988)
- 1910:
  - Stanisław Dobosiewicz, polski nauczyciel, teoretyk szkolnictwa, działacz społeczny, pisarz (zm. 2007)
  - Józef Fajngold, polski rzeźbiarz, złotnik pochodzenia żydowskiego (zm. 1998)
  - Vittorio Tamagnini, włoski bokser (zm. 1981)
- 1911 – Márton Lőrincz, węgierski zapaśnik (zm. 1969)
- 1912:
  - Art Chapman, kanadyjski koszykarz (zm. 1986)
  - Juan Estrada, argentyński piłkarz, bramkarz (zm. 1989)
- 1913:
  - Peter Glenville, brytyjski aktor, reżyser filmowy (zm. 1996)
  - Zygmunt Kraus, polski trener siatkówki (zm. 1978)
  - Don Lusk, amerykański twórca filmów animowanych (zm. 2018)
- 1914:
  - Giuseppe Beviacqua, włoski lekkoatleta, długodystansowiec (zm. 1999)
  - Dody Goodman, amerykańska aktorka (zm. 2008)
  - Metody (Menzak), rosyjski biskup prawosławny (zm. 1974)
  - Jonas Salk, amerykański wirolog (zm. 1995)
  - Richard Synge, brytyjski biochemik, laureat Nagrody Nobla (zm. 1994)
- 1915:
  - Alwyn Kurts, australijski aktor, dziennikarz (zm. 2000)
  - Maciej Sieński, polski autor filmów dokumentalnych (zm. 1999)
  - Jürgen Thorwald, niemiecki pisarz (zm. 2006)
- 1916 – Erich Mende, niemiecki prawnik, polityk (zm. 1998)
- 1917:
  - Maria Hiszpańska-Neumann, polska grafik (zm. 1980)
  - Jerzy Lau, polski poeta, krytyk literacki, tłumacz (zm. 1970)
- 1918 – Tadeusz Kaźmierski, polski aktor (zm. 1976)
- 1919:
  - Hugh Constant Godefroy, holenderski pilot wojskowy, as myśliwski (zm. 2002)
  - Walt Hansgen, amerykański kierowca wyścigowy (zm. 1966)
  - Sjef Janssen, holenderski kolarz szosowy (zm. 2014)
  - Paweł Korzec, polski działacz komunistyczny, historyk (zm. 2012)
  - Bernhard Wicki, austriacki aktor, reżyser filmowy (zm. 2000)
- 1920:
  - Teresa Chłapowska, polska tłumaczka literatury szwedzkojęzycznej, rzeźbiarka (zm. 2010)
  - Patrick Laurence Murphy, australijski duchowny katolicki, biskup Broken Bay (zm. 2007)
- 1921:
  - Peggy Kirk Bell, amerykańska golfistka (zm. 2016)
  - Rachela Margolis, żydowska działaczka ruchu oporu z czasu II wojny światowej (zm. 2015)
  - Helena Przywarska-Boniecka, polska chemiczka, profesor (zm. 2009)
- 1922:
  - Hermann Döbler, niemiecka ofiara muru berlińskiego (zm. 1965)
  - Gershon Kingsley, amerykański kompozytor, pionier muzyki elektronicznej pochodzenia żydowskiego (zm. 2019)
  - Alina Słapczyńska, polska reportażystka (zm. 2021)
- 1923:
  - Halina Bojarska-Dahlig, polska chemik (zm. 2005)
  - Zbigniew Siemaszko, polski historyk, pisarz i publicysta emigracyjny (zm. 2021)
- 1924:
  - Antonio Creus, hiszpański kierowca wyścigowy (zm. 1992)
  - Henryka Małdyk, polska reumatolog (zm. 2017)
  - Devereaux Mytton, australijski żeglarz sportowy (zm. 1989)
  - Paweł Świętek, polski gimnastyk, trener (zm. 1989)
- 1925:
  - Janina Baranowska, polska malarka (zm. 2022)
  - Simon Gjoni, albański kompozytor, dyrygent (zm. 1991)
  - Maria Waschko, polska architekt (zm. 2007)
- 1926:
  - Henryk Bereza, polski krytyk literacki, eseista (zm. 2012)
  - Tadeusz Gajdzis, polski pisarz, publicysta (zm. 2021)
  - Hilary Krzysztofiak, polski malarz, grafik, scenograf (zm. 1979)
- 1927:
  - Rafael Gallardo García, meksykański duchowny katolicki, biskup Linares i Tampico (zm. 2021)
  - Cleo Laine, brytyjska wokalistka jazzowa, aktorka (zm. 2025)
  - Zygfryd Słoma, polski piłkarz (zm. 2007)
- 1928:
  - Ben Budar, górnołużycki pisarz, dziennikarz (zm. 2011)
  - Sława Kwaśniewska, polska aktorka (zm. 2014)
  - Ion Pacepa, rumuński generał, funkcjonariusz służb specjalnych, działacz komunistyczny (zm. 2021)
  - Bill Rodgers, brytyjski polityk
  - Zbigniew Sokolik, polski psychiatra, psychoanalityk (zm. 2022)
  - Grzegorz (Theocharous), cypryjski duchowny prawosławny, arcybiskup Tiatyry i Wielkiej Brytanii (zm. 2019)
- 1929:
  - Joan Plowright, brytyjska aktorka (zm. 2025)
  - Tadeusz Rybak, polski duchowny katolicki, biskup pomocniczy wrocławski, biskup legnicki (zm. 2017)
- 1930:
  - Bernie Ecclestone, brytyjski działacz sportowy
  - Gustaw Kron, polski aktor (zm. 2016)
  - Franco Migliacci, włoski aktor, tekściarz, pisarz (zm. 2023)
  - Zygmunt Pawlas, polski szablista (zm. 2001)
  - Svatopluk Pluskal, czeski piłkarz (zm. 2005)
- 1931 – Suprovat Chakravarty, indyjski kolarz szosowy (zm. 2015)
- 1932:
  - Gerhart Baum, niemiecki prawnik, polityk, minister spraw wewnętrznych, aktywista na rzecz praw człowieka (zm. 2025)
  - Wołodymyr Iwaszko, radziecki polityk, działacz komunistyczny, p.o. sekretarza generalnego KC KPZR (zm. 1994)
  - Eugeniusz Rudnik, polski kompozytor (zm. 2016)
- 1933:
  - Garrincha, brazylijski piłkarz (zm. 1983)
  - Jerzy Puciata, polski malarz, prezes ZPAP (zm. 2014)
  - Raúl Sánchez, chilijski piłkarz (zm. 2016)
  - Tadeusz Szmyt, polski duchowny katolicki, działacz społeczny (zm. 2020)
- 1934:
  - Martin van der Borgh, holenderski kolarz szosowy (zm. 2018)
  - Janusz Bogdan Faliński, polski botanik, ekolog (zm. 2004)
  - Julio Jiménez, hiszpański kolarz szosowy (zm. 2022)
- 1935:
  - Zbigniew Horbowy, polski plastyk, twórca szkła artystycznego (zm. 2019)
  - Juhani Kärkinen, fiński skoczek narciarski (zm. 2019)
- 1936:
  - Nino Castelnuovo, włoski aktor (zm. 2021)
  - Charlie Daniels, amerykański kompozytor, multiinstrumentalista (zm. 2020)
  - Leon Dyczewski, polski duchowny katolicki, franciszkanin, filozof, socjolog (zm. 2016)
  - Pier Giacomo Grampa, szwajcarski duchowny katolicki, biskup Lugano
  - Joram Lindenstrauss, izraelski matematyk, wykładowca akademicki (zm. 2012)
  - Aleksander (Papadopulos), grecki biskup prawosławny  (zm. 2023)
  - Germán Trajano Pavón Puente, ekwadorski duchowny katolicki, biskup Tulcán i Ambato (zm. 2025)
  - Paolo Rabitti, włoski duchowny katolicki, arcybiskup Ferrary-Comacchio
  - Roman Wiktiuk, ukraiński reżyser teatralny (zm. 2020)
- 1937:
  - Almir Albuquerque, brazylijski piłkarz (zm. 1973)
  - Graham Bond, brytyjski muzyk, członek zespołu Graham Bond Organisation (zm. 1974)
  - Marcian Hoff, amerykański informatyk
  - Barry Seal, brytyjski polityk
  - Andrzej Szmilichowski, polski prozaik, poeta, wokalista, członek zespołów Rhythm and Blues i Czerwono-Czarni
  - Lenny Wilkens, amerykański koszykarz, trener
- 1938:
  - Aharon Abuchacira, izraelski polityk, minister spraw religijnych, minister absorpcji imigrantów oraz minister opieki społecznej (zm. 2021)
  - Dorota Dancewicz, polska nauczycielka, polityk, poseł na Sejm RP (zm. 2016)
  - Anne Perry, brytyjska pisarka (zm. 2023)
- 1939:
  - Giulio Angioni, włoski pisarz (zm. 2017)
  - Miroslav Cerar, jugosłowiański gimnastyk
  - Jan Jaskólski, polski lekkoatleta, trójskoczek (zm. 2013)
- 1940:
  - Paul Helminger, luksemburski prawnik, samorządowiec, polityk, dyplomata, burmistrz Luksemburga (zm. 2021)
  - Andrzej Jonas, polski dziennikarz, publicysta
  - Tadeusz Kraśko, polski dziennikarz, reżyser i scenarzysta filmów dokumentalnych, publicysta (zm. 2019)
  - Tomasz Pobóg-Malinowski, polski reżyser filmów dokumentalnych
  - Danièle Sallenave, francuska pisarka
  - Giennadij Striekałow, radziecki inżynier mechanik, kosmonauta (zm. 2004)
- 1941:
  - Jean Gardin, francuski duchowny katolicki, biskup Impfondo w Kongo
  - Vasile Gergely, rumuński piłkarz pochodzenia węgierskiego
  - Antonio Iodice, włoski politolog, nauczyciel akademicki, polityk, eurodeputowany
  - Zbigniew Jakubiec, polski biolog, wykładowca akademicki
  - Hank Marvin, brytyjski gitarzysta, członek zespołu The Shadows
  - Franciszek Odrzywolski, polski polityk, poseł na Sejm PRL
- 1942:
  - Adam Kawa, polski poeta (zm. 2023)
  - Kees Verkerk, holenderski łyżwiarz szybki
- 1943:
  - Pim Doesburg, holenderski piłkarz, bramkarz, trener (zm. 2020)
  - Jimmy McRae, szkocki kierowca rajdowy
  - Carlos Noguera, wenezuelski psycholog, pisarz (zm. 2015)
- 1944:
  - Coluche, francuski aktor (zm. 1986)
  - Dennis Franz, amerykański aktor pochodzenia niemieckiego
  - Tadeusz Górski, polski dziennikarz sportowy (zm. 2016)
  - Tadeusz Iwiński, polski politolog, wykładowca akademicki, polityk, poseł na Sejm RP
  - Marián Labuda, słowacki aktor (zm. 2018)
- 1945:
  - Wojciech Edward Czerniawski, polski poeta, prozaik
  - Wayne Fontana, brytyjski wokalista rockowy, członek zespołu The Mindbenders (zm. 2020)
  - Gadży Gadżyjew, rosyjski piłkarz, trener
  - Andrzej Piłat, polski polityk, poseł na Sejm RP
- 1946:
  - Anthony Banzi, tanzański duchowny katolicki, biskup Tangi (zm. 2020)
  - Jan Domarski, polski piłkarz
  - Niels Fredborg, duński kolarz torowy
  - John Hewson, australijski ekonomista, polityk
  - Wim Jansen, holenderski piłkarz, trener (zm. 2022)
- 1947:
  - Wolfgang Renner, niemiecki kolarz przełajowy
  - Karin Starrin, szwedzka ekonomistka, polityk
  - Helena Takalo, fińska biegaczka narciarska
- 1948:
  - Tadeusz Ehrhardt-Orgielewski, polski kornecista jazzowy
  - Telma Hopkins, amerykańska aktorka, komik
  - Olle Ludvigsson, szwedzki związkowiec, polityk
  - Krzysztof Materna, polski konferansjer, satyryk, aktor, reżyser i producent telewizyjny
  - Benjamin Ndiaye, senegalski duchowny katolicki, arcybiskup metropolita Dakaru
- 1949:
  - Tadeusz Broś, polski aktor, dziennikarz telewizyjny (zm. 2011)
  - Dwight Davis, amerykański koszykarz
  - Edite Estrela, portugalska filolog, dziennikarka, polityk
  - Barbara Inkpen, brytyjska lekkoatletka, skoczkini wzwyż (zm. 2021)
  - Bruce Jenner, amerykański lekkoatleta, wieloboista
  - Anatolij Klimanow, ukraiński bokser (zm. 2009)
  - Sofa Landwer, izraelska polityk
  - Wołodymyr Onyszczenko, ukraiński piłkarz, trener
- 1950:
  - Enrique Calvet Chambon, hiszpański ekonomista, polityk, eurodeputowany
  - Luis Carlos Florès, brazylijski kolarz szosowy
  - Tadeusz Goć, polski polityk, poseł na Sejm RP
  - Wiesława Piątkowska-Stepaniak, polska historyk, politolog
- 1951:
  - Joachim Fritsche, niemiecki piłkarz
  - Marvin Heemeyer, amerykański przedsiębiorca (zm. 2004)
  - Jerzy Ignaciuk, polski pisarz (zm. 2000)
  - Aleksandyr Krajczew, bułgarski sztangista
  - Tadeusz Bernard Lewandowski, polski inżynier, polityk, poseł na Sejm RP
- 1952:
  - Jörgen Augustsson, szwedzki piłkarz, trener
  - Annie Potts, amerykańska aktorka
- 1953:
  - Ján Babjak, słowacki duchowny greckokatolicki, biskup preszowski
  - Jean-Luc Bouilleret, francuski duchowny katolicki, arcybiskup Besançon
  - Desmond Child, amerykański muzyk, kompozytor, producent muzyczny
- 1954:
  - Camillo Cibotti, włoski duchowny katolicki, biskup Iserni-Venafro
  - Karol Gruza, polski aktor (zm. 2011)
  - Andrzej Kos, polski inżynier elektronik, wykładowca akademicki
  - Manuel Pinho, portugalski ekonomista, polityk
- 1955:
  - Bill Gates, amerykański przedsiębiorca, informatyk, miliarder, filantrop
  - Gary Lavergne, amerykański pisarz
  - Véronique Mathieu, francuska polityk, eurodeputowana
  - Carlo Rossi, włoski kierowca wyścigowy
  - Esmon Saimon, vanuacki polityk, przewodniczący parlamentu, tymczasowy prezydent Vanuatu
  - Yves Simoneau, kanadyjski reżyser filmowy
  - Jarosław Studzizba, polski piłkarz (zm. 2025)
- 1956:
  - Mahmud Ahmadineżad, irański polityk, burmistrz Teheranu i prezydent Iranu
  - Sandy Clark, szkocki piłkarz, trener
  - Michael Guggemos, niemiecki polityk, związkowiec
  - Tadeusz Strugała, polski duchowny katolicki, kanonik
  - Franky Vercauteren, belgijski piłkarz, trener
  - Volker Zotz, austriacki filozof, kulturoznawca
- 1957:
  - Christian Berkel, niemiecki aktor
  - Scott Hahn, amerykański teolog katolicki
  - Pənah Hüseynov, azerski ekonomista, historyk, polityk, tymczasowy premier Azerbejdżanu
  - Ahmet Kaya, turecki piosenkarz, poeta pochodzenia kurdyjskiego (zm. 2000)
  - Anna Landau-Czajka, polska historyk, socjolog, wykładowczyni akademicka
  - Klaus-Heiner Lehne, niemiecki prawnik, polityk
  - Grażyna Mierzejewska, polska lekkoatletka, biegaczka długodystansowa
  - Stephen Morris, brytyjski perkusista, członek zespołów Joy Division i New Order
  - Simon Rhee, amerykański aktor, kaskader
  - Roza Rymbajewa, kazachska piosenkarka, prezenterka telewizyjna
  - Zach Wamp, amerykański polityk
- 1958:
  - Elfi Deufl, austriacka narciarka alpejska
  - Manzoor Hussain, pakistański hokeista na trawie (zm. 2022)
  - Jorge Luís Rocha de Paula, brazylijski piłkarz (zm. 1995)
  - Todd Skinner, amerykański wspinacz (zm. 2006)
- 1959:
  - Aleksander Chećko, polski dziennikarz, publicysta, dyplomata
  - Jarosław Dunaj, polski aktor
  - Toshio Masuda, japoński kompozytor
  - Peter Pacult, austriacki piłkarz, trener
  - Angela Schneider, kanadyjska wioślarka
  - Randy Wittman, amerykański koszykarz, trener
- 1960:
  - Ivana Andrlová, czeska aktorka
  - Jerzy Gut, polski generał brygady
  - Yōko Kagabu, japońska siatkarka
  - Warłam (Merticariu), rumuński biskup prawosławny
- 1961:
  - Dmitrij Cylikin, rosyjski aktor, dziennikarz, fotograf (zm. 2016)
  - Miroslav Doležalík, czeski hokeista, trener
  - Charles Morerod, szwajcarski duchowny katolicki, biskup Lozanny, Genewy i Fryburga
  - Florencio Paredes Cruz, argentyński duchowny katolicki, prałat terytorialny Humahuaca
- 1962:
  - Sylvia Albrecht, niemiecka łyżwiarka szybka
  - An Dae-hyeon, południowokoreański zapaśnik
  - Brenda Taylor, kanadyjska wioślarka
  - Erik Thorstvedt, norweski piłkarz, bramkarz
  - Cora Westland, holenderska kolarka szosowa
- 1963:
  - Iwona Katarzyna Pawlak, polska aktorka
  - Christian Plaziat, francuski lekkoatleta, wieloboista
  - Eros Ramazzotti, włoski piosenkarz
- 1964:
  - Christine Cloarec, francuska polityk
  - Joyce Heron, brytyjska judoczka
  - Dariusz Kofnyt, polski piłkarz
  - Maria Lenczowska, polska koszykarka
  - Griffin O’Neal, amerykański aktor
  - Romy Rosemont, amerykańska aktorka
  - Scott Russell, amerykański motocyklista wyścigowy
  - Urszula Rzepczak, polska dziennikarka i prezenterka telewizyjna
- 1965:
  - Jami Gertz, amerykańska aktorka
  - Günther Huber, włoski bobsleista
  - Piotr Mochnaczewski, polski ekonomista, polityk, poseł na Sejm RP
  - Franck Sauzée, francuski piłkarz, trener
  - Piotr Semka, polski dziennikarz, publicysta
- 1966:
  - Romeo Franz, niemiecki muzyk jazzowy, działacz społeczny, polityk
  - Andy Richter, amerykański futbolista, aktor
- 1967:
  - Zofia Bawarska, księżna Liechtensteinu
  - Richard Bona, kameruński muzyk i wokalista jazzowy
  - Julia Roberts, amerykańska aktorka
  - Wiktor Rżaksinski, ukraiński kolarz szosowy
- 1968:
  - Juan Orlando Hernández, honduraski polityk, prezydent Hondurasu
  - Aleksandr Korieszkow, kazachski hokeista, działacz sportowy
  - Johann Olav Koss, norweski łyżwiarz szybki
  - Michaił Niestrujew, rosyjski strzelec sportowy
  - Uwe Tellkamp, niemiecki lekarz, pisarz
- 1969:
  - Abdulrahman Al-Roomi, saudyjski piłkarz
  - Ibrahima Diomandé, iworyjski piłkarz
  - Ben Harper, amerykański muzyk, wokalista, kompozytor, producent muzyczny
  - Jerrod Mustaf, amerykański koszykarz (zm. 2024)
  - Czesław Owczarek, polski piłkarz, trener
- 1970:
  - Fernando Gamboa, argentyński piłkarz, trener
  - Anatolij Łariukow, białoruski judoka
  - Tiger Hillarp Persson, szwedzki szachista
  - Andrzej Pisalnik, białoruski dziennikarz pochodzenia polskiego
  - Leonor Silveira, portugalska aktorka
- 1971:
  - Brian Allan, szkocki muzyk, kompozytor, wokalista, autor tekstów, producent muzyczny, przedsiębiorca
  - Daniel García, meksykański lekkoatleta, chodziarz
  - Nicolas Ouédec, francuski piłkarz
  - Pako Sarr, senegalski muzyk, kompozytor, producent muzyczny
  - Robb Wells, kanadyjski aktor, scenarzysta filmowy
- 1972:
  - Jasem Al-Huwaidi, kuwejcki piłkarz
  - Mathias Duplessy, francuski kompozytor, multiinstrumentalista
  - Michael Hawkins, amerykański koszykarz
  - Sebastian Mierzyński, polski dziennikarz, pisarz
  - Brad Paisley, amerykański wokalista, kompozytor i muzyk country
  - Robert Roth, słowacki aktor
  - Alaksandr Starykiewicz, białoruski dziennikarz, polityk
  - Wenling Tan Monfardini, włoska tenisistka stołowa pochodzenia chińskiego
  - Hubert Zduniak, polski aktor
- 1973:
  - Mirko Corsano, włoski siatkarz
  - Montel Vontavious Porter, amerykański wrestler
  - Beat Seitz, szwajcarski bobsleista
  - Aleksandar Stanojević, serbski piłkarz, trener
- 1974:
  - Harold Blokland, surinamski piłkarz, bramkarz
  - Nelly Ciobanu, mołdawska piosenkarka
  - David Foenkinos, francuski aktor, reżyser, scenarzysta, pisarz, muzyk
  - Piotr Gawrysiak, polski informatyk, bibliolog
  - Tom Hill, australijski judoka
  - Adam Małczyk, polski aktor kabaretowy
  - Joaquin Phoenix, amerykański aktor, wokalista, producent filmowy i telewizyjny
  - Dejan Stefanović, serbski piłkarz
  - Ina-Yoko Teutenberg, niemiecka kolarka szosowa i torowa
  - Dayanara Torres, portorykańska aktorka, piosenkarka, modelka, zdobywczyni tytułu Miss Universe
  - Radosław Zenderowski, polski socjolog, politolog, wykładowca akademicki
- 1975:
  - Jacek Kuźmiński, polski trójboista siłowy
  - Przemysław Owczarek, polski poeta, antropolog kultury
  - Krisztián Zahorecz, węgierski piłkarz (zm. 2019)
- 1976:
  - Simone Loria, włoski piłkarz
  - Oksana Markarowa, ukraińska urzędniczka państwowa, ekonomistka, menedżer, polityk
  - Luka Peroš, chorwacki aktor
  - Magdalena Stupkiewicz, polska wokalistka, instrumentalistka, kompozytorka, członkini zespołu Artrosis
  - Xia Yu, chiński aktor
- 1977:
  - Christoph Bieler, austriacki kombinator norweski
  - Uładzimir Hajeu, białoruski piłkarz, bramkarz
  - Sara Sommerfeld, szwedzka aktorka pochodzenia polsko-żydowskiego
  - Jolanta Wojnarowicz, polska judoczka
- 1978:
  - Gwendoline Christie, brytyjska aktorka
  - Mark Cullen, amerykański hokeista
  - Justin Guarini, amerykański piosenkarz, aktor
  - Jean-François Monette, kanadyjski łyżwiarz szybki, specjalista short tracku
  - Łukasz Pilch, polski gitarzysta, członek zespołu Budka Suflera
  - Marietje Schaake, holenderska polityk, eurodeputowana
- 1979:
  - Dan Alexa, rumuński piłkarz
  - Tadeusz Dąbrowski, polski poeta, krytyk literacki
  - Brett Dennen, amerykański piosenkarz, gitarzysta
  - Gao Shuying, chińska lekkoatletka, tyczkarka
  - Aki Hakala, fiński perkusista, członek zespołu The Rasmus
  - Mykoła Łytowka, ukraiński i wietnamski piłkarz, bramkarz
  - Daniel Noonan, australijski wioślarz
  - Isabella Ochichi, kenijska lekkoatletka, biegaczka długodystansowa i przełajowa
  - René Oltmanns, niemiecki aktor
  - Martin Škoula, czeski hokeista
- 1980:
  - Alfonso Gómez, meksykański bokser
  - Christy Hemme, amerykańska aktorka, wrestlerka
  - Agnes Obel, duńska wokalistka, pianistka
  - Natina Reed, amerykańska aktorka, raperka (zm. 2012)
  - Alan Smith, angielski piłkarz
- 1981:
  - Milan Baroš, czeski piłkarz
  - Jan Komasa, polski reżyser i scenarzysta filmowy
  - Nick Montgomery, szkocki piłkarz
  - Ryan Socash, amerykański piosenkarz, fotograf
  - Yutaka Tanabe, japoński perkusista, członek zespołu The GazettE
- 1982:
  - Michaela Kohlbauer, austriacka lekkoatletka, tyczkarka
  - Mai Kuraki, japońska piosenkarka
  - Jean Pascal, kanadyjski bokser pochodzenia haitańskiego
  - Ivana Plchotová, czeska siatkarka
  - Matt Smith, brytyjski aktor
- 1983:
  - Jarrett Jack, amerykański koszykarz
  - Taras Mychałyk, ukraiński piłkarz
  - Bartosz Romańczuk, polski piłkarz
  - David Tournay, francuski aktor
- 1984:
  - Jefferson Farfán, peruwiański piłkarz
  - Moritz Fürste, niemiecki hokeista na trawie
  - Yoan Pablo Hernández, kubański bokser
  - Kang Hye-sun, północnokoreańska lekkoatletka, skoczkini w dal i trójskoczkini
  - Władisław Łukanin, rosyjski sztangista
  - Obafemi Martins, nigeryjski piłkarz
  - Anyika Onuora, brytyjska lekkoatletka, sprinterka pochodzenia nigeryjskiego
  - Jake Reese, holenderski piosenkarz, autor tekstów, kompozytor, producent muzyczny
- 1985:
  - Tessy Antony-de Nassau, luksemburska wojskowa, działaczka społeczna, była członkini rodziny wielkoksiążęcej
  - Troian Bellisario, amerykańska aktorka pochodzenia włoskiego
  - Gaëtane Thiney, francuska piłkarka
  - Nikita Wygłazow, rosyjski hokeista
- 1986:
  - Kristina Bröring-Sprehe, niemiecka jeźdźczyni sportowa
  - Dorrough, amerykański raper
  - Mario Holek, czeski piłkarz
  - Tamar Kaprelian, amerykańska piosenkarka pochodzenia ormiańskiego
  - Nikołaj Kowalow, rosyjski szablista
- 1987:
  - Karina Cyfka, polska szachistka
  - Dawit Dewdariani, gruziński piłkarz
  - Mahmoud Khamis, emiracki piłkarz
  - Frank Ocean, amerykański piosenkarz
- 1988:
  - Samuel Blenkinsop, nowozelandzki kolarz górski
  - Vladimirs Kamešs, łotewski piłkarz
  - Kim Un-guk, północnokoreański sztangista
  - Devon Murray, irlandzki aktor
  - Shey Peddy, amerykańska koszykarka
- 1989:
  - Rahman Bilici, turecki zapaśnik
  - Devin Ebanks, amerykański koszykarz
  - Jaroslav Hertl, czeski hokista
  - Camille Muffat, francuska pływaczka (zm. 2015)
  - Kévin Théophile-Catherine, francuski piłkarz
  - Zhang Ling, hongkońska tenisistka
- 1990:
  - Lisa Backwell, brytyjska aktorka
  - Philipp Collin, niemiecki siatkarz
  - Servet Coşkun, turecki zapaśnik
  - Youssef Msakni, tunezyjski piłkarz
  - Linus Sundström, szwedzki żużlowiec
  - Tamara Sušić, chorwacka siatkarka
  - Wojciech Włodarczyk, polski siatkarz
- 1991:
  - Marcos Acuña, argentyński piłkarz
  - Warren Barguil, francuski kolarz szosowy
  - Kyle Benjamin, amerykański koszykarz
  - Otar Biestajew, kirgiski judoka pochodzenia rosyjskiego
  - Pietro Calzolari, sanmaryński piłkarz
  - Victor Campenaerts, belgijski kolarz szosowy
- 1992:
  - Maria Borges, angolska modelka
  - Deon Lendore, trinidadzko-tobagijski lekkoatleta, sprinter (zm. 2022)
  - Hamdi Nagguez, tunezyjski piłkarz
  - Laura Svarytė, litewska koszykarka
- 1993:
  - Espen Andersen, norweski dwuboista klasyczny
  - Joanna Drabik, polska piłkarka ręczna
  - Alina Kaszlinska, rosyjska szachistka
  - Márk Tamás, węgierski piłkarz
  - Dienis Ułanow, kazachski sztangista
- 1994:
  - Tymoteusz Bucki, polski piosenkarz, kompozytor, autor tekstów, producent muzyczny
  - Szymon Chodyniecki, polski piosenkarz, kompozytor, autor tekstów, multiinstrumentalista, producent muzyczny
  - Aaron Harrison, amerykański koszykarz
  - Andrew Harrison, amerykański koszykarz
  - Maro Itoje, angielski rugbysta pochodzenia nigeryjskiego
  - Harry Panayiotou, piłkarz z Saint Kitts i Nevis
  - Robin Zentner, niemiecki piłkarz, bramkarz
- 1995:
  - Nathon Allen, jamajski lekkoatleta, sprinter
  - Haven Denney, amerykańska łyżwiarka figurowa
  - Magdalena Jurczyk, polska siatkarka
  - Glen Kamara, fiński piłkarz pochodzenia sierraleońskiego
  - Vincent Koziello, francuski piłkarz pochodzenia polskiego
  - Jae’Sean Tate, amerykański koszykarz
- 1996:
  - Vincenzo Arecchia, włoski bokser
  - Damien Balisson, maurytyjski piłkarz
  - Jack Eichel, amerykański hokeista
  - Juliette Fidon-Lebleu, francuska siatkarka
  - Maciej Grzyb, polski judoka
- 1997:
  - Taylor Fritz, amerykański tenisista
  - Karol Kamiński, polski koszykarz
  - Sierra McCormick, amerykańska aktorka
  - Julia Walczyk-Klimaszyk, polska florecistka
- 1998:
  - Celinda Corozo, ekwadorska judoczka
  - Nolan Gould, amerykański aktor
  - Patrick Hansen, duński żużlowiec
  - Lou Jeanmonnot-Laurent, francuska biathlonistka
  - Perrine Laffont, francuska narciarka dowolna
  - Usue Maitane Arconada, amerykańska tenisistka pochodzenia argentyńskiego
  - Stephen Nedoroscik, amerykański gimnastyk pochodzenia słowackiego
  - Kevin Quintero, kolumbijski kolarz torowy
  - Francis Uzoho, nigeryjski piłkarz, bramkarz
  - Mateusz Żyro, polski piłkarz
- 1999:
  - Kevin Castañeda, meksykański piłkarz
  - Amber Glenn, amerykańska łyżwiarka figurowa
  - Patrick Kypson, amerykański tenisista
- 2000 – Charles Bassey, nigeryjski koszykarz
- 2001:
  - Sonay Kartal, brytyjska tenisistka
  - Raimonds Krollis, łotewski piłkarz
- 2003:
  - Bambi, polska raperka, autorka tekstów
  - Trinity San Antonio, portorykańska koszykarka
- 2005 – Paweł Sowiński, polski koszykarz

## Zmarli
- 312 – Maksencjusz, cesarz rzymski (ur. ok. 280)
- 457 – Ibas z Edessy, syryjski biskup Edessy, teolog (ur. ?)
- 1138 – Bolesław III Krzywousty, książę Polski (ur. 1086)
- 1161 – Imar, francuski benedyktyn, kardynał (ur. ok. 1100)
- 1313 – Elżbieta Tyrolska, królowa niemiecka (ur. ok. 1262)
- 1412 – Małgorzata I, królowa Danii i Norwegii, regentka Szwecji (ur. 1353)
- 1503 – Konrad III Rudy, książę mazowiecki (ur. ok. 1448)
- 1553 – Giovanni Salviati, włoski kardynał (ur. 1490)
- 1568 – Yoshihide Ashikaga, japoński siogun (ur. 1538)
- 1613 – Jan Roszkowski, polski szlachcic, polityk (ur. ok. 1575)
- 1627 – Dżahangir, władca Wielkich Mogołów (ur. 1569)
- 1649 – Blanche Arundell, angielska arystokratka (ur. 1583)
- 1651 – Hiob Poczajowski, rosyjski mnich i święty prawosławny (ur. ok. 1551)
- 1688 – Șerban Kantakuzen, hospodar Wołoszczyzny (ur. 1640)
- 1703 – John Wallis, angielski matematyk, kryptograf, teolog (ur. 1616)
- 1704 – John Locke, angielski filozof, lekarz, polityk, politolog, ekonomista (ur. 1632)
- 1708 – Jerzy Oldenburg, książę-małżonek Anglii (ur. 1653)
- 1709 – Dymitr z Rostowa, rosyjski duchowny prawosławny, metropolita Rostowa, teolog, dramaturg, poeta, hagiograf (ur. 1651)
- 1727 – Boris Kurakin, rosyjski dyplomata (ur. 1676)
- 1740 – Anna Romanowa, caryca Rosji (ur. 1693)
- 1747 – Philipp Ludwig von Sinzendorf, austriacki duchowny katolicki, biskup győrski i wrocławski, kardynał (ur. 1699)
- 1748:
  - Franciszek Diaz, hiszpański dominikanin, misjonarz, męczennik, święty (ur. 1713)
  - Joachim Royo, hiszpański dominikanin, misjonarz, męczennik, święty (ur. 1691)
- 1754 – Friedrich von Hagedorn, niemiecki pisarz (ur. 1708)
- 1755 – Joseph Bodin de Boismortier, francuski kompozytor (ur. 1689)
- 1756 – Charles Somerset, brytyjski arystokrata, polityk (ur. 1709)
- 1761 – Franz Anton Pilgram, austriacki architekt (ur. 1699)
- 1763 – Henryk Brühl, saski hrabia, polityk (ur. 1700)
- 1768 – Michel Blavet, francuski flecista, kompozytor (ur. 1700)
- 1787 – Johann Karl August Musäus, niemiecki pisarz, krytyk literacki, filolog (ur. 1735)
- 1792 – John Smeaton, brytyjski inżynier budownictwa (ur. 1724)
- 1798 – Jan Đạt, wietnamski duchowny katolicki, męczennik, święty (ur. ok. 1765)
- 1807 – Marcin Grocholski, polski szlachcic, polityk, wojskowy (ur. 1727)
- 1812 – Jan Beer, czesko-niemiecki kompozytor, klarnecista, trębacz (ur. 1744)
- 1818:
  - Abigail Adams, amerykańska działaczka społeczna, druga i pierwsza dama (ur. 1744)
  - Henri-Jacques-Guillaume Clarke, francuski generał, marszałek i par Francji pochodzenia irlandzkiego (ur. 1765)
- 1832 – Jacques-Mathieu Delpech, francuski lekarz, chirurg (ur. 1777)
- 1841 – Johann Arfvedson, szwedzki chemik (ur. 1792)
- 1842 – Józef Antoni Kossakowski, polski szlachcic, generał w służbie francuskiej (ur. 1772)
- 1843 – Karl Lappe, niemiecki poeta (ur. 1773)
- 1844 – Sándor Kisfaludy, węgierski poeta (ur. 1772)
- 1857 – Louis-Eugène Cavaignac, francuski generał, polityk (ur. 1802)
- 1870 – Jean-Pierre Falret, francuski psychiatra (ur. 1794)
- 1874 – Hermanus Heykamp, holenderski duchowny starokatolicki, biskup Deventer, wikariusz generalny archidiecezji Utrechtu (ur. 1804)
- 1877:
  - Johann von Herbeck, austriacki kompozytor, dyrygent (ur. 1831)
  - Julia Kavanagh, brytyjska pisarka (ur. 1824)
  - Robert Swinhoe, brytyjski naturalista, dyplomata (ur. 1836)
- 1881 – Prospero Caterini, włoski kardynał (ur. 1795)
- 1882 – Ludwig Greiner, niemiecki leśnik pracujący gł. na terenie dzisiejszej Słowacji (ur. 1796)
- 1883 – Henri-Marie-Gaston Boisnormand de Bonnechose, francuski duchowny katolicki, arcybiskup Rouen, kardynał (ur. 1800)
- 1889 – Aleksander Jan Woyde, polski architekt (ur. 1834)
- 1890 – Alexander John Ellis, brytyjski filolog, teoretyk muzyki (ur. 1814)
- 1893 – Antoni Golejewski, polski ziemianin, polityk (ur. 1819)
- 1897 – Hercules Robinson, brytyjski arystokrata, urzędnik państwowy, administrator kolonialny (ur. 1824)
- 1899:
  - Oskar Fabian, polski matematyk, fizyk, wykładowca akademicki (ur. 1846)
  - Ottmar Mergenthaler, amerykański wynalazca pochodzenia niemieckiego (ur. 1854)
- 1900 – Max Müller, niemiecki filolog, orientalista, sanskrytolog, tłumacz, wykładowca akademicki (ur. 1823)
- 1901:
  - Theodor Milczewski, niemiecki architekt (ur. 1827)
  - Paul Rée, niemiecki filozof pochodzenia żydowskiego (ur. 1849)
- 1905:
  - Alphonse Allais, francuski pisarz, dziennikarz, humorysta (ur. 1854)
  - Michaił Dragomirow, rosyjski generał, teoretyk wojskowości (ur. 1830)
- 1912 – Edgar Tinel, belgijski kompozytor, pianista, pedagog (ur. 1854)
- 1914:
  - Adelgunda, księżniczka bawarska, księżna Modeny (ur. 1823)
  - Richard Heuberger, austriacki kompozytor, muzykolog, krytyk muzyczny (ur. 1850)
- 1916 – Oswald Boelcke, niemiecki pilot wojskowy, as myśliwski (ur. 1891)
- 1918 – Ulisse Dini, włoski matematyk, wykładowca akademicki, polityk (ur. 1845)
- 1920 – Konrad Brandel, polski fotograf, wynalazca, fotoreporter (ur. 1838)
- 1921:
  - William Speirs Bruce, szkocki naturalista, polarnik, oceanograf (ur. 1867)
  - Antoni Pilecki, polski poeta, krytyk literacki (ur. 1858)
- 1922 – Theodor Kirchhoff, niemiecki psychiatra (ur. 1853)
- 1923 – Stojan Protić, serbski prawnik, publicysta, polityk, premier Państwa Słoweńców, Chorwatów i Serbów (ur. 1857)
- 1924 – Édouard de Max, francuski aktor pochodzenia mołdawskiego (ur. 1869)
- 1925 – Franciszka Orleańska, francuska arystokratka (ur. 1844)
- 1927 – Rodryg Aguilar Alemán, meksykański duchowny katolicki, męczennik, święty (ur. 1875)
- 1928:
  - Wilhelm Forberger, spiskoniemiecki malarz, grafik (ur. 1848)
  - Władysław Kaczyński, polski ogrodnik (ur. 1848)
  - Théodore Reinach, francuski adwokat, historyk, polityk pochodzenia niemiecko-żydowskiego (ur. 1860)
- 1929:
  - Bernhard von Bülow, niemiecki książę, polityk, kanclerz Niemiec (ur. 1849)
  - Rafał Radziwiłłowicz, polski psychiatra, psycholog, wykładowca akademicki, działacz społeczny (ur. 1860)
- 1930 – Mary Harrison, amerykańska pierwsza dama (ur. 1858)
- 1931 – Patrick Glynn, irlandzki prawnik, polityk pochodzenia irlandzkiego (ur. 1855)
- 1936:
  - Salwator Damian Enguix Garés, hiszpański działacz Akcji Katolickiej, męczennik, błogosławiony (ur. 1862)
  - Octavia Iglesias Blanco, hiszpańska pielęgniarka, męczennica, błogosławiona (ur. 1894)
  - Bohdan Jarochowski, polski dziennikarz (ur. 1888)
  - Olga Pérez-Monteserín Núñez, francuska pielęgniarka, męczennica, błogosławiona (ur. 1913)
  - María Pilar Gullón Yturriaga, hiszpańska pielęgniarka, męczennica, błogosławiona (ur. 1911)
  - Józef Ruiz Bruixola, hiszpański duchowny katolicki, męczennik, błogosławiony (ur. 1857)
- 1937 – Anatolij Gorianow-Gorny, radziecki funkcjonariusz organów bezpieczeństwa pochodzenia żydowskiego (ur. 1898)
- 1939:
  - Alice Brady, amerykańska aktorka (ur. 1892)
  - Antoni Januszewski, polski duchowny katolicki, ofiara niemieckiej zbrodni w Barbarce (ur. 1914)
  - Paweł Ossowski, polski prawnik, adwokat, notariusz, działacz narodowy, polityk, senator RP (ur. 1878)
- 1941:
  - Dmitrij Bułatow, radziecki polityk (ur. 1889)
  - Filipp Gołoszczokin, radziecki polityk pochodzenia żydowskiego (ur. 1876)
  - Albert Kempter, niemiecki architekt (ur. 1883)
  - Michaił Kiedrow, radziecki czekista (ur. 1878)
  - Marija Niestierienko, radziecka major pilot (ur. 1910)
  - Aleksandr Łoktionow, radziecki komandarm i generał pułkownik, dowódca wojsk lotniczych (ur. 1893)
  - Iwan Proskurow, radziecki generał lotnictwa, funkcjonariusz wywiadu, polityk (ur. 1907)
  - Dawid Rozow, radziecki działacz gospodarczy pochodzenia żydowskiego (ur. 1902)
  - Pawieł Ryczagow, radziecki generał porucznik lotnictwa, as myśliwski (ur. 1911)
  - Gieorgij Sawczenko, radziecki generał major artylerii (ur. 1901)
  - Jakow Smuszkiewicz, radziecki generał porucznik lotnictwa pochodzenia żydowskiego (ur. 1902)
  - Grigorij Sztern, radziecki komandarm i generał pułkownik pochodzenia żydowskiego (ur. 1900)
- 1942:
  - Mieczysław Piechowski, polski dziennikarz (ur. 1872)
  - Mikołaj Siemion, polski nauczyciel, działacz konspiracji antyhitlerowskiej (ur. 1891)
  - Gustaw Wąsikowski, polski porucznik (ur. 1906)
- 1943:
  - Zinowij Pełeńśkyj, ukraiński polityk, poseł na Sejm RP (ur. 1890)
  - Ivan Riley, amerykański lekkoatleta, płotkarz (ur. 1900)
- 1944 – Kurt Gerron, niemiecki aktor, reżyser filmowy pochodzenia żydowskiego (ur. 1897)
- 1945:
  - Gilbert Emery, amerykański aktor, prozaik, dramaturg (ur. 1875)
  - Kazimierz Passowicz, polski zoolog-limnolog, podporucznik (ur. 1905)
- 1946 – Jan Szpakowski, polski starszy sierżant, funkcjonariusz MO (ur. 1924)
- 1947 – Feliks Wojciechowski, polski aptekarz, radny i wiceburmistrz Jarosławia (ur. 1870)
- 1948 – Stanisław Kostka Łukomski, polski duchowny katolicki, biskup łomżyński (ur. 1874)
- 1949:
  - Marcel Cerdan, francuski bokser (ur. 1916)
  - Viktor Glondys, niemiecki duchowny i teolog luterański (ur. 1882)
  - Ginette Neveu, francuska skrzypaczka (ur. 1919)
- 1950:
  - Maurice Costello, amerykański aktor, reżyser filmowy (ur. 1877)
  - Rascisłau Łapicki, białoruski działacz antysowiecki (ur. 1928)
- 1952:
  - Billy Hughes, australijski polityk, premier Australii (ur. 1862)
  - Wiktor Jaszyn, radziecki major pilot, as myśliwski (ur. 1922)
- 1954:
  - Eugeniusz Ignacy Luśniak, polski generał brygady (ur. 1892)
  - Vicentino Prestes de Almeida, brazylijski paleontolog-samouk (ur. 1900)
- 1955 – Elżbieta Tarnowska, polska tłumaczka (ur. 1875)
- 1956:
  - Bogumił Hummel, polski inżynier kolejowy, wykładowca akademicki (ur. 1875)
  - Carl Svensson, szwedzki przeciągacz liny (ur. 1879)
- 1957:
  - Ernst Berliner, niemiecki przyrodnik (ur. 1880)
  - Ernst Gräfenberg, niemiecki ginekolog (ur. 1889)
- 1959 – Camilo Cienfuegos, kubański rewolucjonista (ur. 1932)
- 1960:
  - Giovanni Canova, włoski szpadzista (ur. 1880)
  - Stanisława Kawińska, polska aktorka (ur. 1886)
- 1962:
  - Roland Cubitt, brytyjski arystokrata, polityk (ur. 1899)
  - Hakuchō Masamune, japoński prozaik, dramaturg, krytyki literacki (ur. 1879)
  - Atanazy (Sacharow), rosyjski biskup prawosławny (ur. 1887)
  - Franz Sauer, austriacki organista, pedagog (ur. 1894)
- 1963 – Mart Saar, estoński kompozytor, organista, folklorysta, pedagog (ur. 1882)
- 1965 – Stefan Kopeć, polski działacz komunistyczny i związkowy (ur. 1907)
- 1966:
  - Nikołaj Bielajew, radziecki polityk (ur. 1903)
  - Michał Jakubik, polski generał brygady (ur. 1914)
- 1967 – Grigorij Gamburg, rosyjski skrzypek, kompozytor pochodzenia żydowskiego (ur. 1900)
- 1968:
  - Hans Cramer, niemiecki generał (ur. 1896)
  - Wanda Kwaśniewska, polska lekkoatletka, sprinterka i biegaczka średniodystansowa (ur. 1901)
- 1969 – Korniej Czukowski, rosyjski pisarz, tłumacz, krytyk, teoretyk i historyk literatury (ur. 1882)
- 1970:
  - Jerzy Aleksandrowicz, polski pułkownik lekarz, biolog, histolog, neurofizjolog, wykładowca akademicki (ur. 1886)
  - Julian Dotzauer, polski major piechoty (ur. 1892)
  - Stanisław Jaworski, polski aktor (ur. 1895)
- 1972:
  - Ałłaberdy Agalijew, radziecki wojskowy (ur. 1914)
  - Hettie Dyhrenfurth, szwajcarsko-niemiecka alpinistka (ur. 1892)
  - Mitchell Leisen, amerykański aktor, kostiumograf, scenograf, reżyser i producent filmowy (ur. 1898)
- 1973:
  - Mikkjel Fønhus, norweski pisarz, dziennikarz, podróżnik (ur. 1894)
  - Taha Husajn, egipski pisarz, tłumacz, krytyk literacki, wykładowca akademicki, polityk (ur. 1889)
- 1974 – Everaldo, brazylijski piłkarz (ur. 1944)
- 1975:
  - Edward Hanke, polski lekarz, działacz społeczny i niepodległościowy (ur. 1895)
  - Józef Żiżka, polski piłkarz (ur. 1913)
- 1977 – Bruno Streckenbach, niemiecki funkcjonariusz nazistowski (ur. 1902)
- 1978:
  - (lub 27 października) John Riley, brytyjski poeta (ur. 1937)
  - Geoffrey Unsworth, brytyjski operator filmowy (ur. 1914)
- 1983 – Pol Swings, belgijski astrofizyk (ur. 1906)
- 1984:
  - Knut Nordahl, szwedzki piłkarz (ur. 1920)
  - Maria Skibniewska, polska tłumaczka (ur. 1904)
- 1986:
  - Harold Beamish, nowozelandzki pilot wojskowy, as myśliwski (ur. 1896)
  - John Braine, brytyjski pisarz (ur. 1922)
- 1987 – André Masson, francuski malarz, grafik (ur. 1896)
- 1989:
  - Laurent Di Lorto, francuski piłkarz, bramkarz (ur. 1909)
  - Julija Sołncewa, rosyjska reżyserka filmowa (ur. 1901)
  - Kateb Yacine, algierski poeta, dramaturg (ur. 1929)
- 1990 – Aleksandra Czudina, rosyjska lekkoatletka, siatkarka (ur. 1923)
- 1991 – Władysław Cabaj, polski polityk, poseł na Sejm PRL (ur. 1916)
- 1992:
  - Jerzy Jesionowski, polski pisarz (ur. 1919)
  - Antoni Kuligowski, polski polityk, poseł na Sejm PRL, minister rolnictwa (ur. 1910)
  - Charles Pellat, algiersko-francuski naukowiec, historyk, tłumacz i badacz orientalistyki (zm. 1992)
- 1993:
  - Jurij Łotman, rosyjski literaturoznawca, semiotyk kultury (ur. 1922)
  - Wacław Stępień, polski satyryk, autor piosenek (ur. 1911)
- 1995:
  - Stanisław Bieliński, polski aktor (ur. 1920)
  - Edward Drabiński, polski piłkarz, trener (ur. 1912)
- 1996:
  - Paweł Gałuszko, polski psychiatra, wykładowca akademicki (ur. 1924)
  - Karol Jokl, słowacki piłkarz, bramkarz, trener (ur. 1945)
  - Miriam Kressin, polsko-amerykańska aktorka pochodzenia żydowskiego (ur. 1910)
- 1997:
  - Walter Capps, amerykański polityk (ur. 1934)
  - Andrzej Myrcha, polski biolog, wykładowca akademicki (ur. 1945)
- 1998:
  - James Goldman, amerykański pisarz, scenarzysta filmowy (ur. 1929)
  - Ted Hughes, brytyjski poeta (ur. 1930)
  - Marian Łoziński, polski kapitan (ur. 1913)
  - Ignacy Pawłowski, polski pułkownik, historyk, wykładowca akademicki (ur. 1916)
- 1999:
  - Rafael Alberti, hiszpański poeta, dramatopisarz (ur. 1902)
  - Mirosław Kijowicz, polski reżyser filmów animowanych (ur. 1929)
- 2000 – Décio Randazzo Teixeira, brazylijski piłkarz (ur. 1941)
- 2001:
  - Krzysztof Korzeniewski, polski oceanograf (ur. 1930)
  - Richard Best, amerykański pilot (ur. 1910)
- 2002 – Margaret Booth, amerykańska montażystka filmowa (ur. 1898)
- 2003:
  - Edward Hartwig, polski fotografik (ur. 1909)
  - Sachiko Kamo, japońska tenisistka (ur. 1926)
- 2004 – Charles Wheeler, amerykański operator filmowy (ur. 1915)
- 2005:
  - Tony Jackson, amerykański koszykarz (ur. 1942)
  - Richard Smalley, amerykański chemik, laureat Nagrody Nobla (ur. 1943)
- 2006 – Red Auerbach, amerykański trener koszykówki (ur. 1917)
- 2007 – Jimmy Makulis, grecki piosenkarz (ur. 1935)
- 2008:
  - Pak Sŏng Ch’ŏl, północnokoreański polityk, premier Korei Północnej (ur. 1913)
  - Witold Pograniczny, polski dziennikarz muzyczny (ur. 1940)
- 2009:
  - Ingvar Carlsson, szwedzki kierowca rajdowy (ur. 1947)
  - Taylor Mitchell, kanadyjska piosenkarka folkowa (ur. 1990)
- 2010:
  - Břetislav Dolejší, czeski piłkarz, bramkarz (ur. 1928)
  - Janusz Halicki, polski malarz, grafik (ur. 1932)
  - Stanisław Lenartowicz, polski reżyser i scenarzysta filmowy (ur. 1921)
  - Jonathan Motzfeldt, grenlandzki polityk, premier Grenlandii (ur. 1938)
- 2011:
  - Willy De Clercq, brytyjski prawnik, polityk, minister, eurodeputowany (ur. 1927)
  - Elżbieta Romero, polska polityk (ur. 1952)
- 2013:
  - Tadeusz Mazowiecki, polski publicysta, polityk, premier RP (ur. 1927)
  - Ike Skelton, amerykański polityk (ur. 1931)
- 2014:
  - Witold Andruszkiewicz, polski ekonomista (ur. 1917)
  - Romualdas Granauskas, litewski pisarz, dramaturg, tłumacz (ur. 1939)
  - Klas Ingesson, szwedzki piłkarz (ur. 1968)
  - Michael Sata, zambijski polityk, prezydent Zambii (ur. 1937)
- 2015:
  - Jorge Scarso, włoski duchowny katolicki, biskup Patos de Minas w Brazylii (ur. 1916)
  - Krzysztof Żmijewski, polski inżynier (ur. 1949)
- 2016:
  - Ryszard Stanisław Dziura, polski duchowny katolicki, teolog (ur. 1949)
  - Roman Kordziński, polski reżyser teatralny (ur. 1941)
  - Krzysztof Pazdro, polski chemik (ur. 1941)
- 2017:
  - Stanisław Atlasiński, polski piłkarz (ur. 1919)
  - Marcin Mostowski, polski filozof, logik (ur. 1955)
  - Manuel Sanchís Martínez, hiszpański piłkarz, trener (ur. 1938)
  - Wojciech Student, polski architekt, samorządowiec (ur. 1966)
- 2018:
  - Kazimierz Czaplicki, polski prawnik, szef Krajowego Biura Wyborczego (ur. 1945)
  - Jagna Dankowska, polska filozof (ur. 1945)
  - Edward Dwurnik, polski malarz, grafik (ur. 1943)
- 2019:
  - Jean-Gabriel Diarra, malijski duchowny katolicki, biskup San (ur. 1945)
  - Kay Hagan, amerykańska polityk (ur. 1951)
  - Zoltán Jeney, węgierski kompozytor (ur. 1943)
- 2020:
  - Anthony Soter Fernandez, malezyjski duchowny katolicki, arcybiskup Kuala Lumpur, kardynał (ur. 1932)
  - Stanisław Gazda, polski kolarz szosowy (ur. 1938)
  - Norbert Mika, polski historyk, mediewista (ur. 1961)
  - Henryk Misztal, polski duchowny katolicki, teolog, prawnik, kanonista (ur. 1936)
  - Wanda Polańska, polska śpiewaczka operowa (sopran) (ur. 1931)
  - Štefan Sečka, słowacki duchowny katolicki, biskup spiski (ur. 1953)
- 2021:
  - Bogusław Mąsior, polski działacz gospodarczy, polityk, senator RP (ur. 1947)
  - Bazyli Poskrobko, polski ekonomista, wykładowca akademicki (ur. 1941)
  - Camille Saviola, amerykańska aktorka (ur. 1950)
- 2022:
  - Jerry Lee Lewis, amerykański piosenkarz (ur. 1935)
  - Helena Łazarska, polska śpiewaczka operowa (sopran), pedagog muzyczna (ur. 1934)
  - Andrzej Magowski, polski piłkarz, trener, działacz sportowy (ur. 1966)
  - D.H. Peligro, amerykański perkusista, członek zespołów: Dead Kennedys, Red Hot Chili Peppers, Nailbomb, The Feederz (ur. 1959)
- 2023:
  - Erkki Antila, fiński biathlonista (ur. 1954)
  - Franklin Cisneros, salwadorski judoka (ur. 1983)
  - Matthew Perry, amerykański aktor (ur. 1969)
  - Cezary Olszewski, polski tancerz (ur. 1981)
- 2024:
  - Tonči Gabrić, chorwacki piłkarz (ur. 1961)
  - Franz Kamphaus, niemiecki duchowny katolicki, biskup Limburga (ur. 1932)
  - Renato Raffaele Martino, włoski duchowny katolicki, stały obserwator Stolicy Apostolskiej przy ONZ, kardynał (ur. 1932)
  - Jerrod Mustaf, amerykański koszykarz (ur. 1969)
  - Elżbieta Zającówna, polska aktorka (ur. 1958)